# Protoparmelia ochrococca
Protoparmelia ochrococca är en lavart som först beskrevs av William Nylander och fick sitt nu gällande namn av Per Magnus Jørgensen, Gerhard Rambold och Hannes Hertel. 
Protoparmelia ochrococca ingår i släktet Protoparmelia och familjen Parmeliaceae. Inga underarter finns listade i Catalogue of Life.